# Juli Jakowlewitsch Raisman

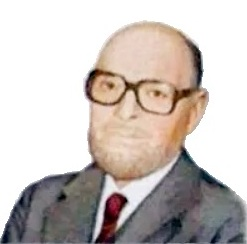
Juli Jakowlewitsch Raisman

Juli Jakowlewitsch Raisman (russisch Юлий Яковлевич Райзман; * 2. Dezemberjul. / 15. Dezember 1903greg. in Moskau; † 11. Dezember 1994 ebenda) war ein sowjetischer Regisseur und Drehbuchautor.

## Leben
Raisman schloss 1924 sein Studium der Literatur und Kunstgeschichte an der Fakultät für Sozialwissenschaften in Moskau ab und begann im selben Jahr eine Tätigkeit als literarischer Berater bei der Filmgesellschaft Meschrabpom-Rus. Dort assistierte er unter anderem den Regisseuren Jakow Protasanow und Konstantin Eggert und trat in seinem einzigen Film als Darsteller in Wsewolod Pudowkins Schachfieber (1925) auf. Als erste eigene Regiearbeit fertigte er 1927 den Film Krug. Seine frühen Werke waren vom Sturm und Drang der ersten Jahre des sowjetischen Sozialismus geprägt und wirkten sowohl künstlerisch als auch propagandistisch. 1931 begann Raismans langjährige Arbeit als Regisseur für die Mosfilm-Studios, wo er in den folgenden Jahrzehnten häufig mit dem Drehbuchautor Jewgeni Gabrilowitsch zusammenarbeitete. Aufmerksamkeit erlangte seine Verfilmung des Scholochow-Romans Neuland unterm Pflug aus dem Jahr 1939.
Nach zwei Dokumentarfilmproduktionen am Ende des Deutsch-Sowjetischen Krieges führte Raisman seine Karriere als Spielfilmregisseur bei Mosfilm fort. Mit Ritter des goldenen Sterns war er 1951 im Wettbewerb der Filmfestspiele von Cannes sowie auf dem Internationalen Filmfestival in Karlovy Vary vertreten, wo der Film den Kristallglobus (Hauptpreis) gewann. In der Nach-Stalin-Ära zeigten seine Filme glaubwürdige Beispiele sowjetischer Durchschnittsmenschen und erlaubten teils nicht unkritische Einblicke in das Alltagsleben der Sowjetgesellschaft. Hier ragt insbesondere sein Alterswerk Ein Privatleben (1982) – mit Michail Uljanow und Ija Sawwina in den Hauptrollen – heraus, mit dem er bei der Oscarverleihung 1983 für den besten fremdsprachigen Film nominiert war und für den Uljanow bei den Filmfestspielen von Venedig 1982 mit dem Darstellerpreis ausgezeichnet wurde.
Raisman lehrte neben seiner Filmarbeit von 1944 bis 1964 auch an der Moskauer Filmhochschule Gerassimow-Institut für Kinematographie und leitete dort Meisterklassen in Regie und Schauspiel. 1988 wurde er zum Leiter des Filmkollektivs "Towarisch" bei Mosfilm berufen.
Bei den Filmfestspielen von Cannes 1966 war Juli Raisman Jurymitglied.

## Auszeichnungen
Raisman wurde mit zahlreichen sowjetischen Staatspreisen ausgezeichnet. Sechs seiner Filme wurden mit dem Stalinpreis bedacht; in 1. Klasse erhielten ihn unter anderem 1946 der Dokumentarfilm Berlin und 1952 sein Cannes-Beitrag Ritter des goldenen Sterns; in 2. Klasse wurde er beispielsweise 1941 für Die letzte Nacht und 1943 für das Kriegsdrama Maschenka verliehen. Raisman ist daneben je zweifacher Träger des Ordens des Roten Banners der Arbeit und des Leninordens. 1964 wurde er zum Volkskünstler der UdSSR ernannt.

## Filmografie
- 1927: Krug
- 1928: Zuchthaus (Katorga)
- 1930: Semlja schaschdet
- 1932: Rasskas ob Umare Chapzoko
- 1935: Ljottschiki
- 1936: Die letzte Nacht (Poslednjaja notsch)
- 1939: Podnjataja zelina
- 1942: Maschenka
- 1944: Nebo Moskwy
- 1944: K woprossu o peremirii s Finljandijei (Dokumentarfilm)
- 1945: Berlin (Dokumentarfilm)
- 1947: Es begann im blauen Expreß (Pojesd idjot na wostok)
- 1949: Die Saat des Sturmes (Rainis)
- 1950: Ritter des goldenen Sterns (Kawaler Solotoi Swesdy)
- 1955: Meine Frau (Urok schisni)
- 1957: Ein Kommunist (Kommunist)
- 1961: Sie wollen nicht, daß wir uns lieben (A jesli eto ljubow?)
- 1967: Dein Zeitgenosse (Twoi sowremennik)
- 1973: Höflichkeitsbesuch (Wisit weschliwosti)
- 1977: Eine sonderbare Frau (Strannaja schenschtschina)
- 1982: Ein Privatleben (Tschastnaja schisn)
- 1984: Zeit der Wünsche (Wremja schelani)